# Vale de Prados
Vale de Prados é uma povoação portuguesa sede da Freguesia de Vale de Prados do Município de Macedo de Cavaleiros, freguesia com 8,81 km² de área e 472 habitantes (censo de 2021), tendo, por isso, uma densidade populacional de 53,6 hab./km².
Foi vila e sede de concelho até ao início do século XIX. Este era constituído por uma freguesia e tinha, em 1801, 266 habitantes.

## Património
- Pelourinho de Vale de Prados (imóvel de interesse público)

Dispõe de um pelourinho seiscentista erguido sobre um soco formado por três degraus octogonais, sendo o terceiro para compensar ligeiro declive. Sobre eles assenta uma base cúbica facetada de 60 cm que suporta um fuste oitavado monolítico, sobrepujado por um capitel redondo onde se inscreve uma cruz grega, com figuras zoomórficas e antropomórficas nos seus topos e intervalos. Existem igualmente as representações do Sol e da Lua. O remate em paralelepípedo exibe numa das faces as armas de Portugal, envoltas por um homem de braços abertos, e na face oposta mostra um touro.
O acesso é feito de Macedo em direcção a Bragança pela EN 102, pelo cruzamento à direita 2 km depois de Macedo. Trata-se de Imóvel de Interesse Público (Dec. nº 23 122, DG 231 de 11 de outubro de 1933).

## História
Vale de Prados é uma das mais antigas freguesias de Macedo de Cavaleiros, no Distrito de Bragança. Situada a 2 km da sede do município, tem uma área total de 8,81 km² e é composta pelas povoações de Vale de Prados e Arrifana.
O nome de Vale de Prados está intimamente relacionado com a sua posição geográfica e com a verdejante paisagem que se mantém desde os tempos remotos em que surgiu o topónimo.
Esta freguesia recebeu foral de D. Dinis e foi concelho até ao século XIX, altura em que foi extinto. O pelourinho, ainda hoje existente, é símbolo do seu antigo estatuto. Em 1849, a freguesia pertencia ao extinto concelho de Cortiços.

## Demografia
A população registada nos censos foi:
| Distribuição da População por Grupos Etários | Distribuição da População por Grupos Etários | Distribuição da População por Grupos Etários | Distribuição da População por Grupos Etários | Distribuição da População por Grupos Etários |
| -------------------------------------------- | -------------------------------------------- | -------------------------------------------- | -------------------------------------------- | -------------------------------------------- |
| Ano                                          | 0-14 Anos                                    | 15-24 Anos                                   | 25-64 Anos                                   | > 65 Anos                                    |
| 2001                                         | 58                                           | 55                                           | 228                                          | 72                                           |
| 2011                                         | 37                                           | 50                                           | 229                                          | 115                                          |
| 2021                                         | 44                                           | 35                                           | 221                                          | 172                                          |